# Marzena Dębska
Marzena Dębska (ur. 1971) – polska lekarka, ginekolog i położnik, nauczyciel akademicki, profesor nauk medycznych.

## Życiorys
W 1996 ukończyła z wynikiem bardzo dobrym studia w Akademii Medycznej w Warszawie. Specjalistka w zakresie położnictwa i ginekologii (I stopień w 2000 i II stopień w 2005) oraz perinatologii (2016).
Stopień doktora nauk medycznych uzyskała w 2007 w Instytucie Matki i Dziecka w Warszawie, na podstawie rozprawy pt. Skuteczność i bezpieczeństwo metod stosowanych w diagnostyce i terapii alloimmunologicznej małopłytkowości płodu. W 2018 w Centrum Medycznego Kształcenia Podyplomowego w Warszawie uzyskała stopień naukowy doktora habilitowanego, na podstawie cyklu prac pt. Postępy w diagnostyce i terapii prenatalnej wad serca, układu moczowego, małopłytkowości alloimmunologicznej oraz chorób tarczycy u płodu. W 2023 decyzją Prezydenta RP uzyskała tytuł profesora.
Prezes zarządu Oddziału Warszawskiego Polskiego Towarzystwa Medycyny Perinatalnej.
Założycielka (z mężem Romualdem Dębskim) przychodni lekarskiej Dębski Clinic. Związana również z Uniwersyteckim Centrum Zdrowia Kobiety i Noworodka Warszawskiego Uniwersytetu Medycznego.
W swojej pracy zawodowej koncentruje się na zagadnieniach patologii ciąży, prowadzenia ciąży wysokiego ryzyka oraz diagnostyki i terapii wad wrodzonych i chorób płodu.
Autorka lub współautorka ponad 100 publikacji z zakresu ginekologii i położnictwa, endokrynologii, ultrasonografii oraz perinatologii.